# Swedenborg (adelsätt)
Swedenborg ([ˈsvêːdɛnˌbɔrj]) är en svensk adelsätt, nummer 1598, har sitt ursprung i lågfrälseätten Stjärna eller Stierna, som enligt osäker tradition härstammade från Danmark.

## Historia
Äldste kände medlemmen är bergsmannen Olof Nilsson vars tre söner Olof, Markvard och Hans nämns i en dom från 1473. Från Hans Olsson härstammade bröderna och släktgrenen Svedberg Peter Svedberg (1644–1692) och Jesper Svedberg (1655–1735), som tog sitt efternamn efter fädernegården Sveden vid Falun. 
Anreps ättartavlor börjar med Peter och Jesper Svedbergs far, bergsmannen i Falun, Daniel Isaksson, som var gift med Anna Bullernæsia, dotter till kyrkoherden i Svärdsjö Petrus Nicolai Bullernæsius. Denne var gift med Justina Michaelsdotter, syster till stammodern för ätten von Schedvin.
Sonen Peter Svedberg adlades Schönström. Dennes broder Jesper Svedberg blev professor i teologi och rektor vid Uppsala universitet samt biskop i Skara. Han är idag mest känd som psalmförfattare. Jesper Svedberg var gift tre gånger, men fick bara barn i första äktenskapet med Sara Behm. Hon tillhörde en från Böhmen invandrad släkt, och hennes far Albrecht Behm var bror till Daniel Behmer. Deras farmor Anna Danielsdotter Kröger tillhörde Bureätten.

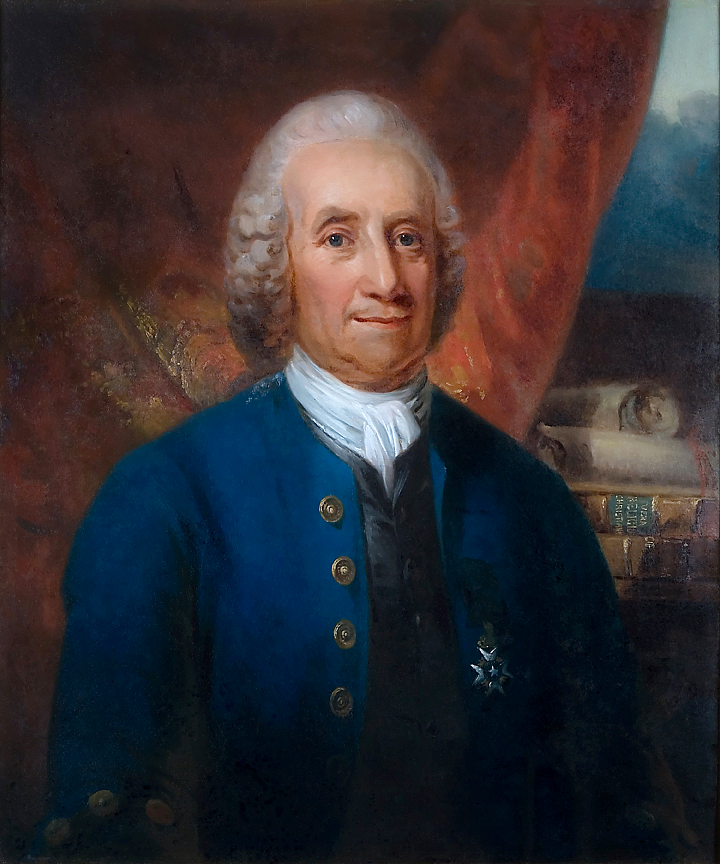
Emanuel Swedenborg.

Jesper Svedbergs och Anna Behms barn adlades med namnet Swedenborg år 1719 för faderns förtjänster, och introducerades året därefter. Av Jesper Svedbergs barn blev Anna gift med ärkebiskop Eric Benzelius d.y., Emanuel Swedenborg blev mystiker och namngivare åt Swedenborgianismen, Hedvig gift med systerns svåger landshövdingen Lars Benzelstierna, Catharina gift med prosten Jonas Unge, och Margareta gift med en ryttmästare Anders Lundstedt. Ätten fortlevde på svärdssidan endast i ett led, med löjtnant Jesper Swedenborg till Brandstorp. Denne var gift med Catharina Silfversvärd, vars mor var en Reuterswärd och fadern major. Från dem härstammar den ännu fortlevande ätten.
Stavningen av namnet ser ut att ha varierat. Den officiella stavningen ser ut att ha varit Svedenborg, medan de flesta bärare av namnet har skrivit det Swedenborg. Den 31 december 2014 var 90 personer med namnet skrivet Swedenborg och 11 med namnet skrivet Svedenborg bosatta i Sverige.

## Personer med efternamnet Swedenborg eller Svedenborg
- Bertil Swedenborg (1881–1955), ingenjör
- Birgitta Swedenborg (född 1941), nationalekonom och partiledare för Junilistan
- Emanuel Swedenborg (1688–1772), naturvetenskapsman, teosof, kristen mystiker och författare
- Hedvig Svedenborg (1872–1962), journalist, författare och manusförfattare
- Håkan Swedenborg (1904–1979), ingenjör och direktör
- Jesper Swedenborg – flera personer
  - Jesper Swedenborg (ingenjör) (1899–1977)
  - Jesper Swedenborg (militär) )1694–1771)
- Valdemar Swedenborg (1901–1999), militär
- Wilhelm Svedenborg (1869–1943), militär, aeronaut och reservdeltagare för Andrées polarexpedition